# Emmanuel Chaumié
Pour les articles homonymes, voir Chaumié.

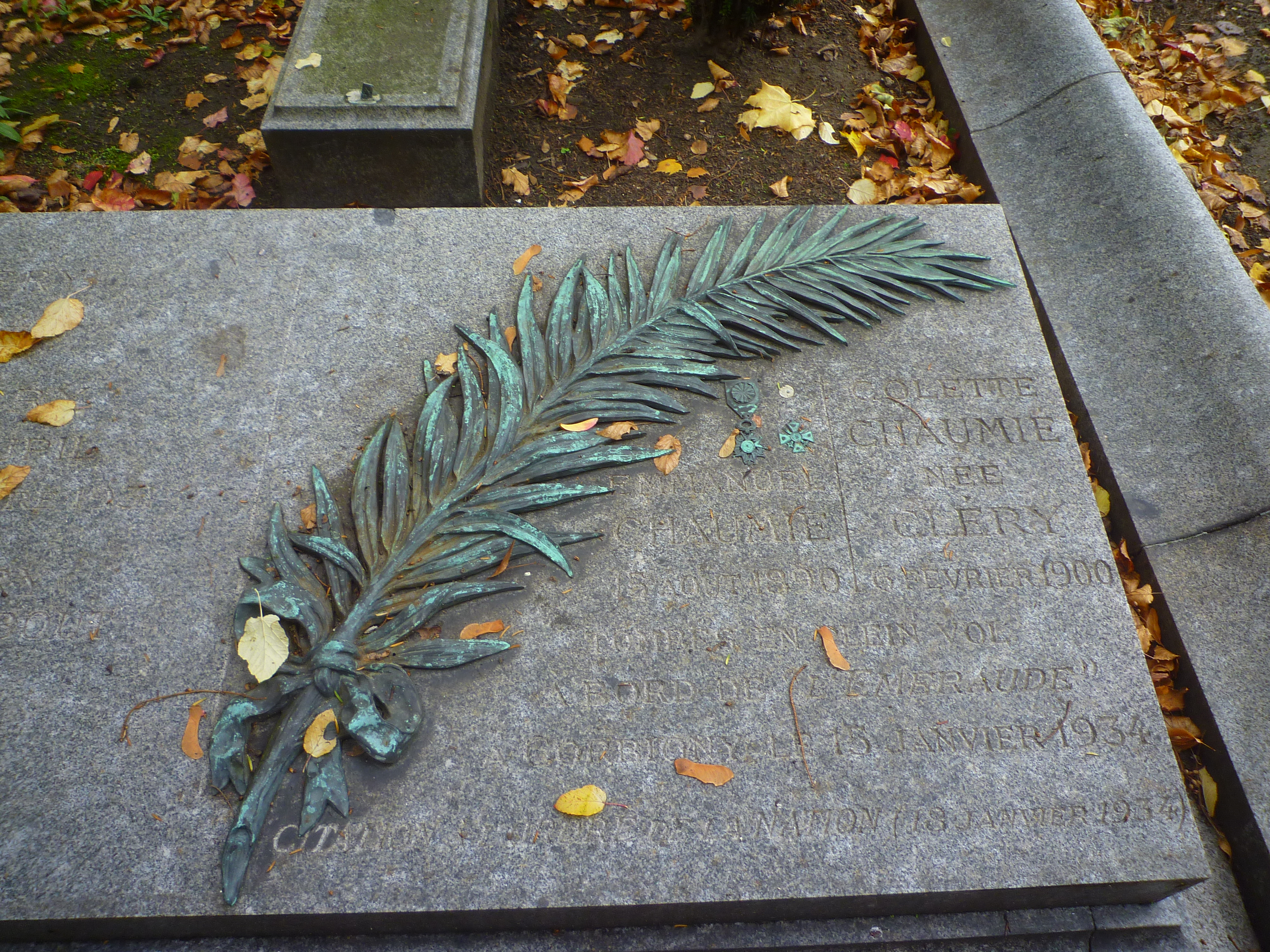
Tombe d'Emmanuel Chaumié au cimetière d'Auteuil (div. 10), à Paris.

Emmanuel Chaumié est un homme politique français né le 16 août 1890 à Colayrac-Saint-Cirq (Lot-et-Garonne) et mort le 15 janvier 1934 à Corbigny (Nièvre).

## Biographie
Fils de Joseph Chaumié, frère de Jacques Chaumié ; en 1917-1918, il est envoyé en mission diplomatique avec Robert de Flers en Roumanie où il assiste aux obsèques de Barbu Delavrancea. Après-guerre, il est député de Lot-et-Garonne de 1924 à 1928, siégeant sur les bancs radicaux. Directeur de l'aviation civile, il meurt dans l'accident du Dewoitine D.332 Émeraude, qui tentait la première liaison directe entre la France et l'Indochine.

## Publication
- La belle aventure de Robert de Flers : Russie-Roumanie : février-mars 1918, préface de Jean Giraudoux, Paris, éditions Firmin-Didot, 1929.

## Extrait deLa belle aventure
Premier paragraphe de l'ouvrage:
J'étais depuis le mois de mars 1917, l'un des officiers émissaires de l'Etat-Major de l'Armée chargés de la liaison avec les grands quartiers russes et roumains. Etrange voyage que d'aller alors, pendant la guerre, de France en Roumanie.

## Sources
- « Emmanuel Chaumié », dans le Dictionnaire des parlementaires français (1889-1940), sous la direction de Jean Jolly, PUF, 1960 [détail de l’édition]